# Hranitne, Sarnî
Hranitne (în ucraineană Гранітне) este un sat în comuna Vîrî din raionul Sarnî, regiunea Rivne, Ucraina.

## Demografie
Componența lingvistică a localității Hranitne
     Ucraineană (98,5%)
     Rusă (1,31%)
     Alte limbi (0,19%)
Conform recensământului din 2001, majoritatea populației localității Hranitne era vorbitoare de ucraineană (98,5%), existând în minoritate și vorbitori de rusă (1,31%).